# Известковый (Республика Алтай)
Известко́вый — посёлок в Майминском районе Республики Алтай России, входит в состав Усть-Мунинского сельского поселения.

## География
Посёлок находится на берегу реки Катунь, на расстоянии 42 км к юго-западу от села Майма, административного центра района.

## Население
| 2008 | 2009 | 2010 | 2011 | 2012 | 2013 | 2014 |
| ---- | ---- | ---- | ---- | ---- | ---- | ---- |
| 42   | ↗45  | ↗48  | →48  | ↘45  | ↗48  | ↗49  |
| 2015 | 2016 |      |      |      |      |      |
| →49  | ↘46  |      |      |      |      |      |

## Улицы
- ул. Мраморная,
- ул. Новая,
- ул. Прибрежная.